# آنژل (خواننده)
آنژل (تلفظ فرانسوی: [ɑ̃ʒɛl], زادهٔ ۳ دسامبر ۱۹۹۵) که بیشتر با نام هنری آنژل شناخته می‌شود، خواننده-ترانه‌پرداز اهل بلژیک است. وی از سال ۲۰۱۵ میلادی تاکنون مشغول فعالیت بوده‌است.

او در فیلم آستریکس و اوبلیکس بازی کرده است.

## زندگی شخصی
او از سال ۲۰۱۷ تا ۲۰۱۹ با رقصنده و طراح رقص فرانسوی با لئو واک دیدار کرد. او آهنگ "Perdus" را نوشت که مربوط به پایان رابطه آنها است.